# ニコライ・ベードゥン・フレデリクセン
ニコライ・ベードゥン・フレデリクセン（Nikolai Baden Frederiksen、2000年5月18日 - ）は、デンマーク・オーデンセ出身のサッカー選手。リンビーBK所属。ポジションはフォワード。

## クラブ経歴
2015年にFCノアシェランの下部組織に加入した。ベードゥンが14歳の時にはリヴァプールFCのトライアルを受けたことがある。2017-18シーズン開幕前のプレシーズンからノアシェランのトップチームに帯同すると、2017年10月14日、ラナースFCとのリーグ戦で後半84分からトップチームデビューを果たし、2分後には初ゴールも決めた 。
2018年8月18日、ユヴェントスFCと4年契約を結んだことが発表された。登録はプリマヴェーラだったが、2019年4月からU-23に引き上げられ、2020年1月31日にはハーフシーズンの契約でオランダのフォルトゥナ・シッタートに貸し出された。2020年8月25日、2020-21シーズンの間はWSGスワロフスキー・ティロルにレンタル移籍することになった。
2021年7月14日、エールディヴィジSBVフィテッセへ移籍することが発表された。
2023年2月1日、フェレンツヴァーロシュTCにレンタル移籍。2023年9月1日、SCアウストリア・ルステナウにレンタル移籍。
2024年2月2日、リンビーBKに移籍した。